# Biserica romano-catolică „Sfântul Iosif” din Oradea
Biserica Sfântul Iosif este o biserică romano-catolică situată pe str. Traian Lalescu nr. 39 din Oradea, cu sărbătoarea de hram în ziua de 19 martie.

## Istoric
În 1928 administratorul apostolic Antal Mayer a cumpărat pentru 70.000 de lei un teren și a construit o capelă pentru familiile de lucrători la căile ferate. În 1962 se construiește turla în timpul starețului Antal Mészáros, iar între 1986–87 monsignorul Ferenc Matos a înălțat atât tavanul cât și turnul, a construit un cor și a instalat încălzirea centrală. De la 1 octombrie 1989 funcționează ca cea de a zecea parohie din Oradea.

## Galerie de imagini

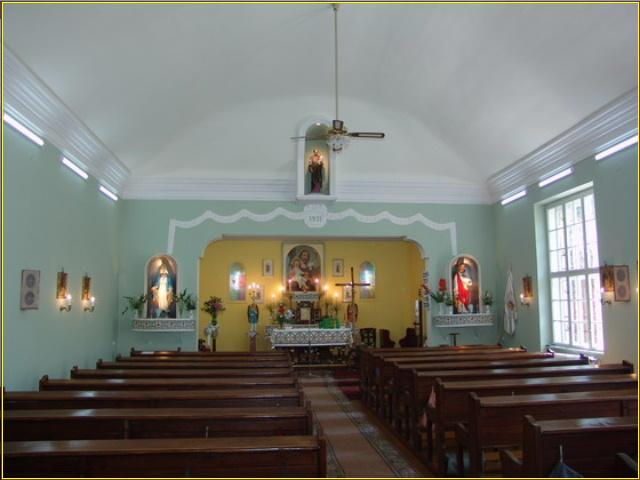
Vedere spre altar
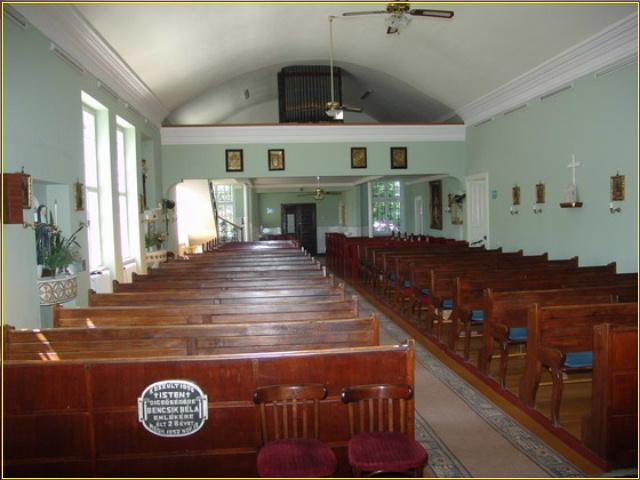
Vedere dinspre altar spre nava bisericii